# Giuseppe Patocchi
Giuseppe Patocchi (* 25. April 1822 in Peccia; † 30. Dezember 1891 in Neapel) war ein Schweizer Politiker. Von 1855 bis 1860 gehörte er dem Nationalrat an.

## Biografie
Der Sohn eines Regierungssekretärs gehörte 1837 zu den ersten Absolventen des Methodikkurses in Bellinzona. Sieben Jahre lang war Patocchi daraufhin als Lehrer an einer Primarschule tätig, ausserdem gehörte er zu den Mitgründern der Gesellschaft der Freunde der Volksbildung. Ab 1848 amtierte er als Regierungskommissär des Bezirks Vallemaggia. Durch den Holzhandel im Maggiatal wurde er sehr wohlhabend.
Patocchi vertrat radikalliberale Ansichten und wurde 1848 in den Grossen Rat des Kantons Tessin gewählt, dem er bis 1852 angehörte. Nachdem die Ergebnisse der Nationalratswahlen 1854 im Tessin für ungültig erklärt worden waren, trat er bei der Wiederholung im März 1855 an und wurde im Wahlkreis Tessin-Nord gewählt. 1860 verpasste er die Wiederwahl deutlich, Regierungskommissär blieb er bis 1872.
Sein jüngerer Bruder Michele Patocchi war ebenfalls Tessiner Grossrat sowie Tessiner Staatsrat.